# چیلا پیونه
چیلا پیونه (به اسپانیایی: Chila Pillune) یک کوه در پرو است که در استان کاستیا واقع شده‌است. چیلا پیونه ۵٬۴۰۰ متر بالاتر از سطح دریا واقع شده‌است.